# 弗兰克·怀科夫
弗兰克·怀科夫（英語：Frank Wykoff，1909年10月29日—1980年1月1日），美国男子田径运动员。他曾代表美国参加1928年、1932年和1936年夏季奥林匹克运动会田径比赛，获得三枚金牌。